# Johann Joseph Fux
Johann Joseph Fux (Hirtenfeld, antes de 1660 - Viena, 13 de fevereiro de 1741) foi um compositor e professor de música da Áustria, famoso por um tratado de composição, Gradus ad Parnassum. 
Escreveu música sacra em suas funções de Kapellmeister da corte imperial de Viena, que inclui cerca de noventa missas, oitenta outras obras sacras de grandes dimensões e dez oratórios. Seu tratado Gradus ad Parnassum tornou-se uma obra canônica, onde tentou racionalizar os estilos de composição de seu tempo, mas com uma abordagem conservadora, dentro de uma moldura de polifonia modal, com o contraponto como alicerce básico da composição. A obra exerceu profunda influência sobre os compositores de sua geração e sobreviveu em voga por muito mais tempo, sendo a base do aprendizado de, entre muitos outros, Haydn, Mozart e Beethoven. 